# Whitland
Whitland (wal. Hendy-gwyn) – miasto w południowo-zachodniej Walii, w hrabstwie Carmarthenshire, położone nad rzeką Taf. W 2011 roku liczyło 1514 mieszkańców.
W pobliżu znajdują się pozostałości cysterskiego opactwa Whitland Abbey, założonego w połowie XII wieku.
Działa tu stacja kolejowa.